# Karl Schmückle (Historiker)
Karl Friedrich Schmückle (* 9. September 1898 in Enzklösterle-Gompelscheuer; † 14. März 1938 bei Moskau) war ein deutscher Historiker und Literaturwissenschaftler.

## Leben
Karl Schmückle war der Sohn des Angestellten Karl Schmückle senior. Er studierte 1919 an der Universität Tübingen Philosophie, Geschichte und Nationalökonomie. Hier wurde er Mitglied der Freien Vereinigung sozialistischer Studenten gemeinsam mit Carlo Schmid u. a. 1919 wurde er Mitglied der KPD. Er setzte 1920–1921 sein Studium an der Berliner Universität fort, studierte in Jena 1921–1923 und promovierte am 25. Juli 1923 an der Universität Jena beim Nationalökonomen Franz Gutmann mit einer Dissertation zum Thema Logisch-historische Elemente der Utopie zum Dr. rer. pol. 1923 nahm Schückle in Geraberg mit einer Gruppe vorwiegend sozialistischer Intellektueller an der Ersten Marxistischen Arbeitswoche teil. Dabei waren neben Felix Weil, Karl Korsch, Georg Lukács, Friedrich Pollock, Karl August Wittfogel, Schmückle u. a.
Für die Marx-Engels-Gesamtausgabe von Rjasanow wurden dringend promovierte und qualifizierte Mitarbeiter gesucht. Auf Empfehlung der Zentrale der KPD und auf Empfehlung des Instituts für Sozialforschung (Felix Weil) ging Schmückle 1926 nach Moskau. Dort wurde er Mitarbeiter am Marx-Engels-Institut. Sein Arbeitsschwerpunkt war die von Rjasanow geplante Marx-Engels-Gesamtausgabe, speziell die Abteilung Briefwechsel von Karl Marx und Friedrich Engels. Schmückle wurde 1926 Mitglied in der KPdSU. Seine ersten gedruckten Arbeiten waren je eine Übersetzung Plechanows und Lenins sowie eine Kritik des deutschen Historismus. Bereits am 25. Oktober 1926 setzte sich Schmückle mit anderen Mitarbeitern des Marx-Engels-Instituts dafür ein, dass in der MEGA ein hoher Standard an wissenschaftlicher Kommentierung von Anfang an praktiziert wurde. Am 12. Februar 1931 wurde auf Befehl Stalins das Marx-Engels-Institut geschlossen und durchsucht. Mitarbeiter der OGPU durchsuchten das Gebäude drei Tage lang. Am 20. Februar wurde das Institut auf Beschluss des Politbüros der KPdSU aufgelöst und Rjasanow verhaftet. In der Folgezeit wurden sämtliche Mitarbeiter überprüft und zuerst 22 Mitarbeiter entlassen, darunter auch Karl Schmückle.
In den nächsten Jahren schrieb Schmückle Beiträge für die in Moskau erscheinende Internationale_Literatur und hatte persönlichen oder brieflichen Kontakt u. a. mit Klaus Mann, Johannes R. Becher, Willi Bredel, Oskar Maria Graf, Alfred Kantorowicz. Wieland Herzfelde, u. a. 1936 war er auch „stellvertretender Redakteur“ der deutschen Ausgabe dieser Zeitschrift, bis er von Hugo Huppert abgelöst wurde.
Am 30. November 1937 wurde Schmückle im Zuge der Deutschen Operation des NKWD als Trotzkist verhaftet, am 24. Januar 1938 zum Tode verurteilt und am 14. März 1938 in der Nähe von Moskau erschossen. Am 23. Oktober 1958 wurde Karl Schmückle durch das Militärtribunal des Moskauer Militärbezirks rehabilitiert.
Seine Frau Anna Bernfeld (geschiedene Frau von Siegfried Bernfeld, geborene Salomon; 1892–1941), die ebenfalls an der MEGA mitgearbeitet hatte, wurde wie ihr Mann verhaftet und nahm sich 1941 das Leben. Der Sohn Michael Schmückle (1928–1986) überlebte den stalinistischen Terror.

## Werke

### Aufsätze (Auswahl)
- „Zur Kritik des deutschen Historismus“, in: Unter dem Banner des Marxismus. 3. Jg., 1929, S. 281–297.
- „Putešestvie v tuvinskuju respubliku“, in: Prožektor 8.1 (1930), S. 26–27.
- „Der junge Marx und die bürgerliche Gesellschaft“, in: Internationale Literatur. Zentralorgan der Internationalen Vereinigung Revolutionärer Schriftsteller. Marx-Sondernummer, 3. Jg., Nr. 2, Staatsverlag, Moskau 1933, S. 146–176.
- „Marx und Engels über die Literatur“, in: Die deutsche Zentral-Zeitung, Moskau vom 21. Mai 1933.
- Vorwort. In: Wilhelm Pieck (Hrsg.), Fritz Heckert (Hrsg.), Clara Zetkin Rosa Luxemburg, Karl Liebknecht, Franz Mehring: den Führern des Spartakusbundes und Gründern der Kommunistischen Partei Deutschlands. Verlagsgenossenschaft Ausländischer Arbeiter in der UdSSR, Moskau 1934.
- „Von der Freiheit und ihrem Trugbild. Bemerkungen zu den antifaschistischen Schriften Lion Feuchtwangers, Heinrich Manns, Hermann Kestens und anderer“, in: Internationale Literatur. Zentralorgan der Internationalen Vereinigung Revolutionärer Schriftsteller. Staatsverlag, Moskau, 3/1934.
- „Geschichte vom Goldenen Buch. Eine utopische Reportage“ in: Internationale Literatur. Zentralorgan der Internationalen Vereinigung Revolutionärer Schriftsteller, Jg. 5, Heft 12. Staatsverlag, Moskau, 1935; S. 41–48.
- „Heroische Realität. Zu Anna Seghers’ neuem Roman ‚Der Weg durch den Februar‘“, in: Internationale Literatur. Zentralorgan der Internationalen Vereinigung Revolutionärer Schriftsteller, Staatsverlag, Moskau Heft 10, 1935.
- „Der aktuelle Don Quijote“, in: Internationale Literatur. Hrsg. von Johannes R. Becher und J. Metallow. Verlag für schöne Literatur, Moskau 1936. 6. Jg. Heft 4.
- „Begegnungen mit Don Quichote“, in: Internationale Literatur. Zentralorgan der Internationalen Vereinigung Revolutionärer Schriftsteller. Jg. 6, Heft 8. Staatsverlag, Moskau 1936, S. 97–111.[11][12]
- Thomas Mann gegen den Faschismus. In: Klaus Jarmatz und Simone Barck (Hrsg.): Kritik in der Zeit. Antifaschistische deutsche Literaturkritik 1933–1945. Halle-Leipzig 1981, S. 438–443.

### Übersetzungen
- V. I. Lenin: Sämtliche Werke Bd. 18. Der imperialistische Krieg. Der Kampf gegen Sozialchauvinismus und Sozialpazifismus. Übertragen unter der Redaktion von Karl Schmückle und Ignaz Sorger. Verlag für Fremdsprachige Literatur, Moskau 1926.
- G. Plechanow: Die Grundprobleme des Marxismus. Hrsg. von D. Rjazanov. Übersetzt von Karl Schmückle. Verlag für Literatur und Politik, Wien und Berlin 1929 (= Marxistische Bibliothek Band 21).

### Mitarbeit
- Karl Marx, Friedrich Engels. Historisch-kritische Gesamtausgabe. Hrsg. Marx-Engel-Institut. Abteilung I. Band 1.1. Marx Werke und Schriften bis Anfang 1844, Frankfurt am Main 1927.
- Karl Marx, Friedrich Engels. Historisch-kritische Gesamtausgabe. Hrsg. Marx-Engel-Institut. Abteilung I. Band 1.2. Marx Werke und Schriften bis Anfang 1844 nebst Briefen und Dokumenten, Frankfurt am Main 1929.
- Karl Marx, Friedrich Engels. Historisch-kritische Gesamtausgabe. Hrsg. Marx-Engel-Institut. Abteilung III. Band 1, Briefwechsel zwischen Marx und Engels 1844-1853, Frankfurt am Main 1929.
- Karl Marx, Friedrich Engels. Historisch-kritische Gesamtausgabe. Hrsg. Marx-Engel-Institut. Abteilung III. Band 3, Briefwechsel zwischen Marx und Engels 1861-1867, Frankfurt am Main 1930.